# نسل کمیاب
نسل کمیاب (به انگلیسی: The Rare Breed) فیلمی به کارگردانی اندرو و. مک‌لاگلن و با نقش‌آفرینی جیمز استوارت و مورین اوهارا در سال ۱۹۶۶ است.

## بازیگران
- جیمز استوارت : سام برنت
- مورین اوهارا : مارتا پرایس
- برایان کیت : الکس بوئن
- جولیت میلز : هیلاری
- دان گالووی : جیمی بوئن
- دیوید برایان : چارلز الزوورت
- جک ایلم : سیمونز
- بن جانسون : جف هانتر
- هاری کاری جونیر : اد مابری
- آلن کیلو : جان تیلر
- فرانک هاگنی